# Bølle-Bob og de andre
 Der er for få eller ingen kildehenvisninger i denne artikel, hvilket er et problem. Du kan hjælpe ved at angive troværdige kilder til de påstande, som fremføres i artiklen.

Bølle-Bob og de andre er et album med børnesange udgivet i 1978 med tekst og musik af Gunnar Geertsen.
Sangene er indsunget af Hornum Koret, der bestod af børn og unge fra Hornum Skole, hvor Geertsen var lærer.
Flere af sangene handler om at være ung, om usikkerhed, om at være anderledes, om forelskelse og om at blive voksen.
Albummet blev i 1981 efterfulgt af Smukke Sally og de andre og Valde Underbid og de andre. 
I 1993–95 tegnede Gunnar Geertsens kone, Gitte Geertsen, godt 100 tegneserier til Ude og Hjemme under titlen Bølle-Bob og de andre.
Figurerne fra sangene optrådte også i en musicalen Bølle Bob, der havde premiere på Gellerup Scenen i Århus i 1993. Musicalen blev filmatiseret, og filmen havde premiere året efter, og i 1999 blev filmen vist som tv-serie i 8 afsnit på TV 2. I 2005 udkom endnu en film baseret på figurerne, Bølle Bob og Smukke Sally.
Fra 2000 har Gunnar og Gitte Geertsen udgivet bøger om Bølle-Bob, hvor der foreløbig er udkommet 10 titler.

## Nummerliste
1. "Bølle-Bob"
2. "Hjemme hos mig selv (jeg er lækker)"
3. "Eva og Lasse"
4. "Jeg er ligeglad"
5. "Født som cowboy"
6. "Rapport fra Andeby"
7. "Du-a-gi-du"
8. "Jeg er træt"
9. "Den søde pige"
10. "Paster From" (musik af Olle Adolphsen)
11. "Efter festen"
12. "Ikke rigtig voksne"

## Kunstnere
Hornum Koret bestod under indspilningen af: Birthe Andersen, Jette Andersen, Flemming Berthelsen, Anne-Margrethe Borup, Sabine Buch, Inge Christensen, Pia Dalsgaard, Mette Gass, Morten Gass, Bettina Gjessing, Charlotte Glud, Birgith Gundersen, Linda Gundersen, Anett Hansen, Per Holler, Mona Jacobsen, Janne Jensen, Joan Jensen, Lise Juul, Elin Kjær, Jane Kristensen, Susanne Larsen, Gretha Laursen, Jens-Jørgen Lemvig, Kitt Monrad, Linette Nørgaard, Dorthe Pedersen, Bettina Rask, Lise Rask, Kirsten Skriver, Elin Simonsen, Tina Thomsen, Hanne Vajhøj og Hans Vestergaard.
Orkestret bestod af Niels-Jørgen Hertz på klaver, Leo Bech på guitar og arrangement, Kaj-Erik Madsen på bas og Kåre Maul på trommer.
Musikken er produceret af Per Borgsten.